# South African Broadcasting Corporation
South African Broadcasting Corporation (SABC) je jihoafrická státní televizní a rozhlasová společnost. Provozuje 18 rozhlasových a 3 televizní stanice.

## Historie

### Historie společnosti

#### Léta pod apartheidem
Rozhlasové vysílání bylo v Jihoafrické republice započato roku 1923. SABC vznikla v roce 1936 díky parlamentnímu zákonu, kterým SABC nahradila předchozí, státem kontrolovanou, African Broadcasting Corporation, která vznikla v roce 1927. Desítky let tu tehdy byl vládou kontrolovaný moonopol na rozhlasové a televizní vysílání. Během vedoucího postavení Národní strany od roku 1948 do roku 1994 byla SABC pod zesilující kritikou za neobjektivní zpravodajství v prospěch Národní strany. Jeden čas bylo mnoho lidí z vedení SABC členy organizací jako Broederbond, tajné afrikánské organizace, občas přirovnávané svým vlivem k svobodným zednářům, později ze Stellenbosch University. V afrikánštině se společnost oficiálně nazývala Suid-Afrikaanse Uitsaaikorporasie (SAUK), tento termín je nyní užíván jen ústně ve afrikánským zprávách na SABC 2, i přesto jejich název zní SABC Nuus, místo SAUK Nuus. Termín SAUK je ovšem stále užívám afrikánskými deníky.
Do roku 1979 měla SABC kontrolu také nad televizním vysíláním v Namibii, tehdy známé jako Jihozápadní Afrika. Od roku 1979 tam vysílala South West African Broadcasting Corporation (SWABC). Od roku 1990 v Namibii existuje Namibian Broadcasting Corporation (NBC).

#### Éra po apartheidu
V roce 1996 SABC restrukturalizovala své rozhlasové a televizní stanice pro lepší reflektování nové, demokratické Jihoafrické republiky po roku 1994, což ovšem znamenalo zrušena mnoha pořadů v afrikánštině a celkové upozadění afrikánštiny ve vysílání SABC. Od té doby je ovšem SABC celkově nakloněna k Africkému národnímu kongresu, hlavně ve zpravodajství. Tato situace se vyostřila v letech 2003-2005, kdy byla SABC obviněna z mnoha vážných pochybení, jako například cenzury, neobjektivity a selekce příspěvků.

### Rozhlas
Rozhlasové vysílání SABC v roce 1936 díky parlamentnímu zákonu, kterým SABC nahradila předchozí, státem kontrolovanou, African Broadcasting Corporation, která vznikla v roce 1927. V tom samém roce začal vysílat "A" servis v angličtině, o rok později, v roce 1937, "B" servis v afrikánštině. Později se začalo vysílat také v zuluštině, xhoštině, sesothštině a tswanštině. SABC také v roce 1950 svoji první komerční stanici, Springbok Radio, vysílající v angličtině a afrikánštině. Regionální FM stanice odstartovaly v 60. letech. Výběr hudby na stanicích SABC byl ovlivněn počátečním konzervatismem Národní strany. Skupiny The Beatles nebo The Rolling Stones byly ve vysílání odsuzovány, ne-li přímo zakázány na úkor mainstreamové hudby, jako například americké skupiny Bread.
V roce 1966 vznikl také externí servis pro zahraničí, Radio RSA, který vysílal v angličtině, svahilštině, francouzštině, portugalštině, nizozemštině a němčině. Od roku 1992 je stanice známa jako Channel Africa.

#### Po roce 1994
Po prvních multirasových volbách v roce 1994 vznikly dva nové vlajkové kanály, v roce 1995 Radio Sonder Grense v afrikánštině a v roce 1996 SAfm v angličtině. Zatímco RSG si vychoval velkou posluchačskou obec a osobnosti této stanice získaly několik cen, SAfm dnes poslouchá pouze 0.6% posluchačů. Zpočátku tato stanice slavila úspěch a byla považována za vlajkovou loď nové demokracie, po vládních zásazích do SABC v roce 2003 SAfm zaznamenala rapidní pokles poslechovosti, ze kterého se nevzpamatovala dodnes.

### Televize
Po rocích kontroverzí SABC spustila svůj televizní kanál v experimentálním vysílání ve velkých městech 5. května 1975 a celostátně 6. ledna 1976. Vysílal v angličtině a afrikánštině, s důrazem na náboženské pořady v neděli.
Televize zažila také bojkot od britských hereckých odborů Equity, který zabraňoval prodávání pořadů do Jihoafrické republiky. V prvních letech tedy většinu pořadů SABC tvořily americké filmy. Později byly některé pořady dabované, originální znění se vysílalo na FM stanicích. Některé pořady SABC byly ale i přes omezený rozpočet inovativní, například dětské loutkové show Liewe Heksie nebo Haas Das se Nuus Kas.
1. ledna 1982 začaly vysílat dva nové programy, které sdílely svou programovou pozici, TV2 v zuluštině a xhoštině a TV3 v sothštině a tswanštině. 30. března 1985 zahájily vysílání další dva kanály, TV4 pro černé městské obyvatelstvo a sportovní kanál Topsport Surplus (TSS), oba sdílející stejnou programovou pozici. TV4 a TSS se později přejmenovaly na National Network TV (NNTV).

#### Po roce 1994
V roce 1994, tedy krátce po prvních multirasových volbách, se TV2 a TV3 přejmenovaly na Contemporary Community Values (CCV TV). Dva roky nato, v roce 1996, SABC kompletně reorganizovala své televizní kanály tak, aby jejich vysílání více reprezentovalo etnické menšiny v Jižní Africe. Ve výsledku ale vysílání dávalo ještě více přednost angličtině, taktéž minoritnímu jazyku, naopak znevýhodňovalo afrikánštinu, jazyk většinový. Tímto krokem SABC naštvala mnohé afrikánsky mluvící diváky. V poslední době ale SABC zařazuje více afrikánských pořadů na SABC 2 a SABC 3. SABC 2 také denně zařazuje zprávy v afrikánštině. SABC také v pozdějších letech pohltila Bop TV, stanici vysílající v bývalém bantustanu Bophuthatswana.